# Filipa Moniz Perestrelo

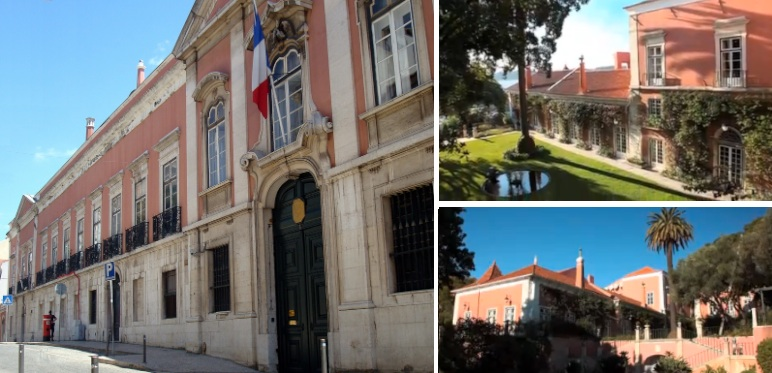
Todos-os-Santos a Sanitiago rend Mindenszentek kolostora Lisszabonban, ahol Filipa élt, ma Franciaország nagykövetségének az épülete.

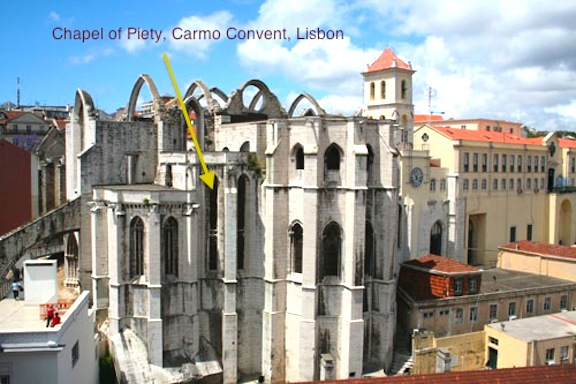
Capela da Piedade (Kegyesség kápolnája) Carmóban, Lisszabonban, ahol Filipát eltemették.

Filipa Moniz Perestrelo (1455 körül – 1478 és 1484 között) portugál nemes asszony volt, Portugália Madeira területének Porto Santo szigetéről. Ő volt Kolumbusz Kristóf felesége, akivel 1479-ben a Vila Baleirában kötött házasságot a szigeten. 

## Élete
Filipa Moniz Isabel Moniz és Bartolomeu Perestrelo lányaként látta meg a napvilágot. Házassága előtt a Szent János Katonai Rend lisszaboni Mindenszentek Monostora 12 elit Comendadorasának egyike volt, ami azt jelentette, hogy volt egy kommendense. Mostohafia, Kolumbusz Ferdinánd (Fernando Colón) és vője, Bartolomé Colón szerint "nemes Comendadora" volt, aki a Mindenszentek monostorában élt.

### Házassága
Megvitatva azt a kérdést, hogy Kolumbusz Kristóf, a genovai gyapjúszövő fia, hogyan veheti feleségül Santiago portugál lovagjának lányát, János herceg, Reguengos de Monsaraz ura (Santiago mestere) és Henrik Henrik herceg háztartásának tagját, Samuel Eliot Morison azt írta, hogy ez "nem nagy rejtély". Filipa "már körülbelül 25 éves volt", anyja özvegy volt, „karcsú hozománnyal", és "anyja elégedett volt, hogy már nem kellett fizetnie a kolostor számláit, és vejének sem kell adni, [...] aki hozományt nem kért." 
Joel Silva Ferreira Mata portugál professzornak más elképzelései vannak. Az ő kutatási területe volt a Mindenszentek és annak lakói. Szerinte a Santiago rend nőtagjaként ahhoz, hogy Filipa hozzámenjen a későbbi tengerész Kolumbuszhoz, mint a rend többi tagjának, neki is engedélyt kellett kérnie a Santiago mesterétől, mert mint minden katonai szerzetesrendnek, ennek is megvoltak a szabályai és protokollja, mely alapján azt kormányozták. 1470 és 1492 között, így Filipa házasságkötésekor a Santiago mestere a kormányzó II. János portugál király volt. Ebből a házasságból származik Kolumbusz Diego aki 1479–1480-ban született meg, és akiből az Antillák 2. alkirálya, az Antillák 2. admirálisa és az Antillák 4. kormányzója lett. Ő II. Ferdinánd aragóniai király unokatestvérét, María de Toledo y Rojast vette el. Így Filipa Moniz a király egyik kapitányának a lánya, egy alkirály felesége és egy másik alkirály anyja lett.
Filipa halála után Kolumbusznak lett még egy gyermeke. Fernando 1488-ban született Beatriz Enriquez de Arana anyától.

### Temetés
Filipa sorsa ismeretlen, még az sem biztos, hogy meghalt-e mielőtt Kolumbusz elhagyta Portugáliát, és azt sem lehet tudni, miben halt meg. Mostani kutatások halálának időpontját 1478 és 1484 közé teszik. A Kegyesség kápolnájában temették el, amely a főtemplom melletti első kápolna jobbra. Mellette temették el testvérét, Izeu Perestrelót és sógorát, Pedro Correia da Cunhát.